# Massilia agilis
Massilia agilis es una especie de  bacteria gramnegativa del género Massilia. Fue descrita en el año 2017. Su etimología hace referencia a ágil. Es aerobia y móvil por flagelación perítrica. Tiene un tamaño de 0,3-0,5 μm de ancho por 2,4-2,6 μm de largo. Forma colonias blancas, circulares, ligeramente elevadas, lisas y con márgenes enteros en agar R2A tras 2 días de incubación. También crece en NA y LB pero no en BHI, MA ni TSA. Temperatura de crecimiento entre 4-45 °C, óptima de 28-37 °C. Catalasa negativa y oxidasa positiva. Tiene un contenido de G+C de 64,5%. Se ha aislado de suelo forestal en Suwon, Corea del Sur. 